# Hans Foerster (Chemiker)

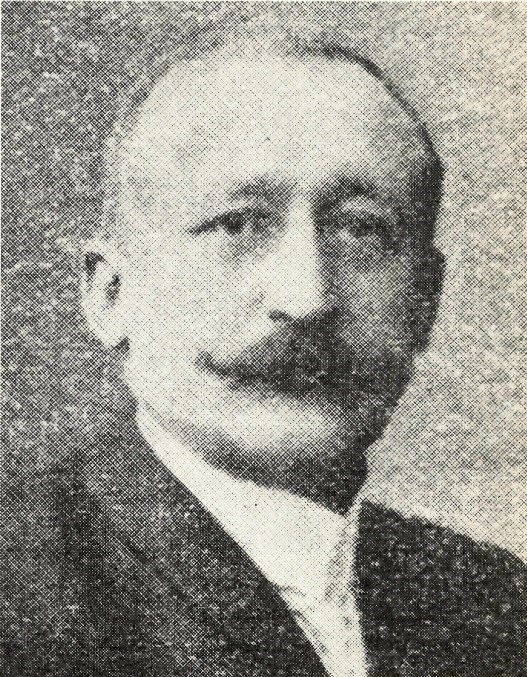
Hans Foerster

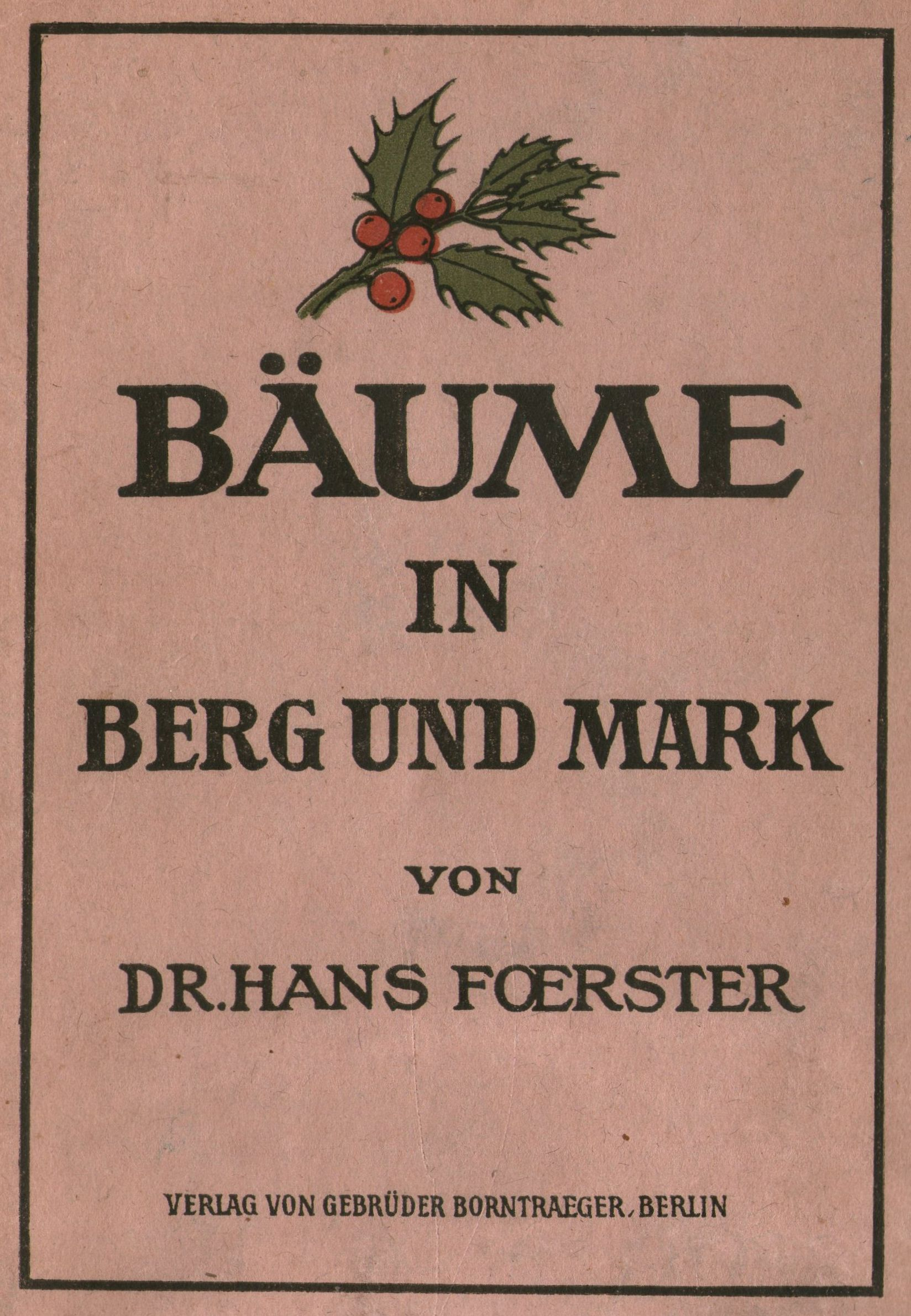
Hans Foerster: Bäume in Berg und Mark, Berlin 1918, Bucheinband der ersten Ausgabe

Hans Foerster (* 10. September 1864 in Pirna; † 6. Dezember 1917 in Barmen) war ein deutscher Chemiker und Dendrologe und ein Förderer der Naturdenkmalpflege.

## Leben und Wirken
Foerster studierte von 1884 bis 1887 Chemie an der Großherzoglich Technischen Hochschule in Karlsruhe, wo er Mitglied der Burschenschaft Teutonia wurde. Er wechselte 1887 an die Universität Freiburg, an der er 1889 zum Dr. phil. über ein Thema der organischen Chemie promoviert wurde;  Titel seiner „multa cum laude“ bewerteten Inauguraldissertation: Beiträge zur Kenntnis des Dichlordiphenyltrichlorethans und seiner Homologen, Freiburg 1889. Seine erste Anstellung erhielt Foerster als Betriebsleiter bei der Farbenfabrik Wülfing, Dahl & Co. in Barmen, heute ein Stadtteil von Wuppertal.
1910 gehörte Foerster zu den Begründern des Bergischen Komitees für Naturdenkmalpflege.
Seit 1912 litt Foerster an Mundhöhlenkrebs, an dessen Folgen er 1917 starb. Foerster war verheiratet und hatte zwei Kinder. Sein Sohn war der Radolfzeller Arzt Dr. Hans Foerster jun. (1894–1970), einer seiner Enkel dessen Sohn, der „Arzt-Maler“ Wolf-Dietrich Foerster.

## Werke

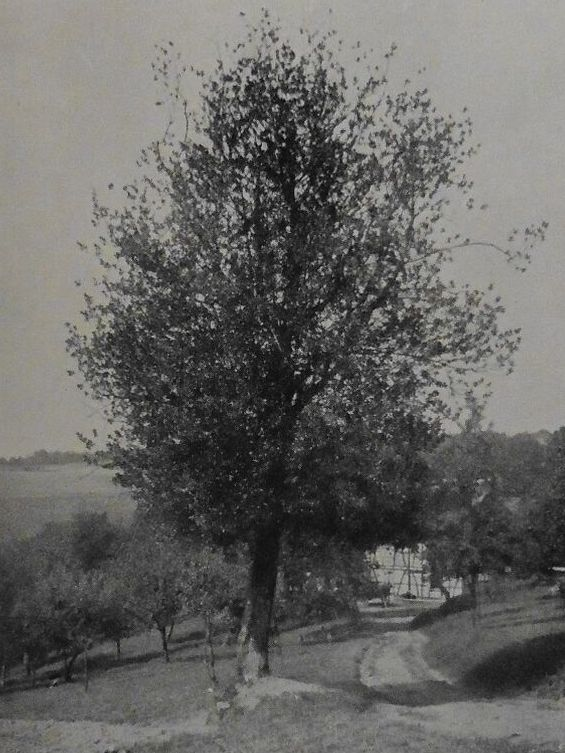
Die „Dr. Foerster-Hülse“ in Mittel-Enkeln, fotografiert von Hans Foerster, abgebildet in: Hans Foerster: Bäume in Berg und Mark, 1918.

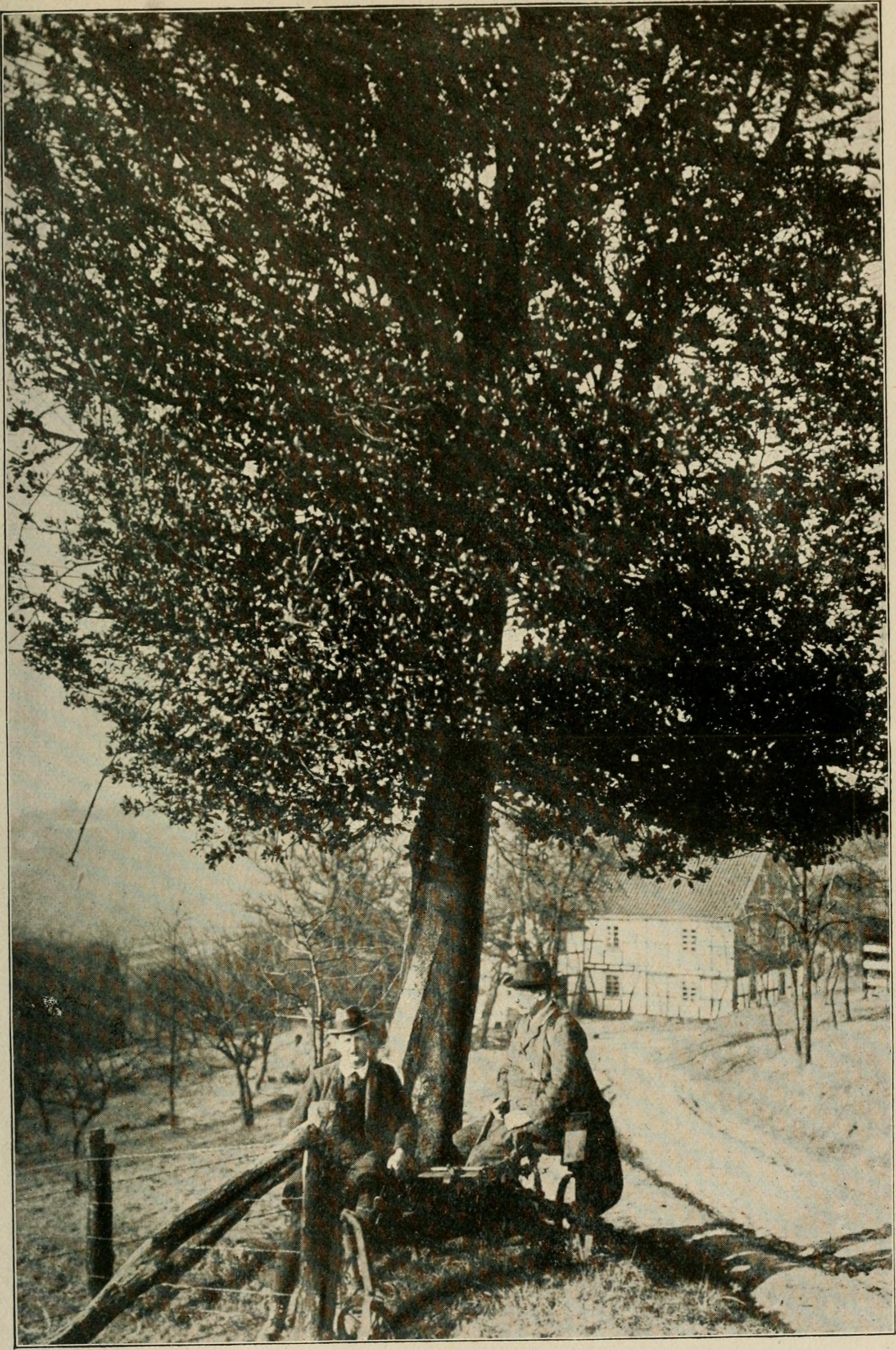
Die „Dr. Foerster-Hülse“ ca. 1918 mit einem Umfang von 1,45 m bei einer Höhe von 10 m.

Foerster veröffentlichte neben seiner Dissertation zahlreiche Artikel und Aufsätze in Zeitungen und Fachzeitschriften, die allerdings nicht die Chemie thematisierten.  Als sein Lebenswerk gilt das von ihm selbst so genannte Baumbuch, dessen Manuskript mit den Originalfotografien sich heute im Archiv des Rheinisch-Bergischen Kreises befinden. Für das Vorhaben reiste und wanderte Foerster durch das Märkische und Bergische Land und fotografierte, kartografierte und beschrieb „bemerkenswerte“ Bäume. Das Werk erschien posthum 1918 und listet ca. 2.000 Bäume und deren Standorte auf; zur Illustration dienen 15 ausgewählte Fotografien. Foersters Arbeiten, die er von 1911 bis zu seinem Tod 1917 durchführte, waren die Grundlage späterer Naturdenkmallisten, die im Rahmen der Umsetzung des Reichsnaturschutzgesetzes von 1935 durch die Kommunen und den Kreis aufgestellt wurden. Ein besonders markantes Exemplar, dem sich Foerster in seinem Buch gewidmet hatte, ist die wohl älteste Europäische Stechpalme in Deutschland. In Foersters eigenen Worten:  „Größter Hülsenbaum der Rheinprovinz und, soweit die Nachforschungen bisher ergaben, auch ganz Deutschlands. Hervorragendes Naturdenkmal.“ Foerster entdeckte den Baum am 23. April 1911 in dem aus drei Teilen bestehenden Örtchen Enkeln, das heute zur Gemeinde Kürten gehört. Er fotografierte ihn, schätzte sein Alter auf „700–800 Jahre“ und maß damals einen Stammumfang von 1,45 m und eine Höhe von 10 m und notierte: „Ein selten schöner Baum mit glattem Stamm und glattrandigen und lorbeerartigen Blättern“. Hugo Conwentz, Leiter der Staatlichen Stelle für Naturdenkmalpflege in Preußen, taufte am 8. April 1913 den Baum im Beisein des Entdeckers auf den Namen „Dr. Foerster-Hülse“. Der Baum steht heute noch.